# Briançó
Briançó es una entidad de poblacioń española del municipio de Ribera d'Ondara, perteneciente a la provincia de Lérida, en la comunidad autónoma de Cataluña.

## Historia
Hacia mediados del siglo XIX, el lugar tenía contabilizada una población de 38 habitantes. Aparece descrito en el cuarto volumen del Diccionario geográfico-estadístico-histórico de España y sus posesiones de Ultramar de Pascual Madoz de la siguiente manera:

BRIANSO: l. de la prov.de Lérida (9 leg.), part. jud. de Cervera (1), aud. terr. y c. g. de Cataluña (Barcelona 14 1/2), dióc. de Vich (20): sit. sobre un montecito, le combate principalmente el viento O., y su clima es templado y sano: tiene 9 casas, dos callejones, una plazuela y una capilla (San Salvador), aneja de Monlleó; inmediato al pueblo hay una laguna. Confina el térm. N. y E. Monlleó; S. Pomar, y O. Zimó: el terreno es pedregoso y de mediana calidad: hay un torrente perenne casi todo el año, cuyas aguas dan movimiento á un molino harinero: caminos son de pueblo á pueblo, y la carretera de Barcelona á Madrid. prod.: cebada, trigo, avena, centeno, legumbres, cánamo, vino, frutas y leñas; cria algunos asnos. ind. y comercio trasportar granos de la parte de Urgel hacia Igualada, Capellades y otros puntos. pobl.: 9 vec., 38 alm. cap. imp.: 11,375 rs.
(Madoz, 1846, p. 440)

En la actualidad pertenece al municipio de Ribera d'Ondara. En 2022 tenía empadronados 13 habitantes.

## Patrimonio
En el lugar hay una capilla bajo la advocación de San Salvador.